# 签到

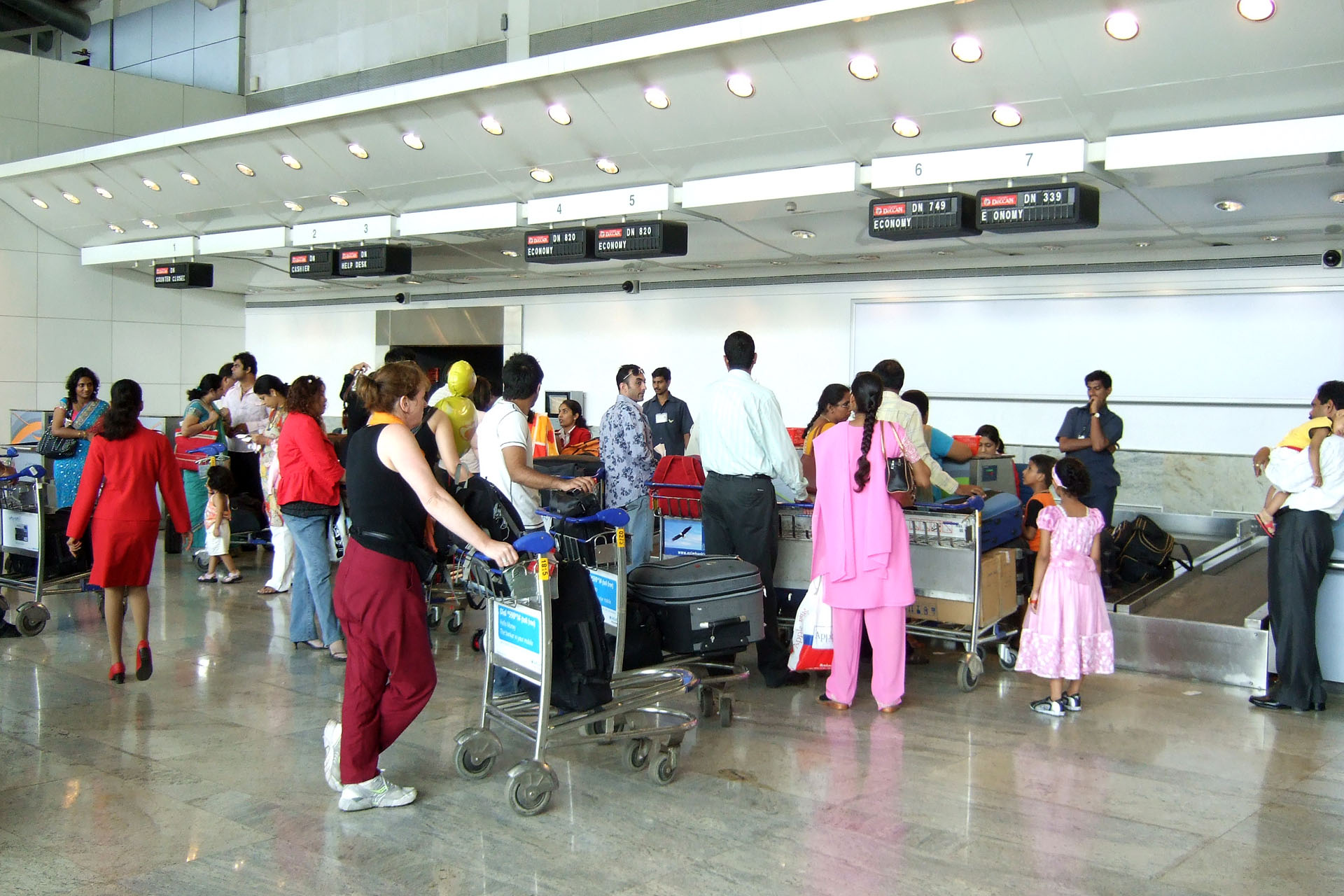
在贾特拉帕蒂·希瓦吉·马哈拉杰国际机场辦理簽到登機手續的人群

签到是人们抵达辦公室、教室、酒店、機場、醫院、港口或會議和活动現場時作出的表明自己來過現場的動作，例如在本子上簽名或者在打卡機上刷卡。簽到可以用來統計人數。

## 办公室签到
许多公司會在办公室在入口或前台区域擺放登记册。接待员會要求訪客在登記冊上簽名。之後访客可能会收到一张访客通行证，通行證通常要戴在脖子上。

## 酒店
客人在酒店住宿時需要办理入住手續，此時客人就要提供包括联系方式在內的个人信息。一些国家的法律要求客人在辦理入住手續時還需要在登记册或訪客留言簿上簽名  。有时登记册可能需要提供给警察等執法人員。